# Nossa Senhora de Lourdes
Nossa Senhora de Lourdes este un oraș în Sergipe (SE), Brazilia.